# Championnats du monde de biathlon 1992
Navigation
Lahti 1991 Borovets 1993
Les Championnats du monde de biathlon 1992 se tiennent à Novossibirsk (Russie) le 22 mars 1992, et en cette année olympique ne concernent que les épreuves par équipes. L'Union soviétique est en phase de démantèlement et laisse place à la Communauté des États indépendants (CEI). Les pays baltes, également issus de l'URSS participent pour la première fois, dont l'Estonie qui obtient sa première médaille (en bronze). L'équipe de la CEI est titrée chez les hommes et obtient la médaille d'argent chez les femmes.

## Médaillés

### Hommes
| Épreuves          | Or                                                                         | Argent                                                           | Bronze                                                      |
| ----------------- | -------------------------------------------------------------------------- | ---------------------------------------------------------------- | ----------------------------------------------------------- |
| 20 km par équipes | CEI Jevgenij Redkin Anatoli Jdanovitch Alexandre Popov Aleksandr Tropnikov | Norvège Frode Løberg Jon Åge Tyldum Gisle Fenne Sylfest Glimsdal | Estonie Aivo Udras Urmas Kaldvee Hillar Zakhna Kalju Ojaste |

### Femmes
| Épreuves          | Or                                                        | Argent                                                               | Bronze                                                                    |
| ----------------- | --------------------------------------------------------- | -------------------------------------------------------------------- | ------------------------------------------------------------------------- |
| 15 km par équipes | Allemagne Petra Bauer Petra Schaaf Uschi Disl Inga Kesper | CEI Elena Belova Inna Sheshkil Anfisa Reztsova Svetlana Petcherskaia | Tchécoslovaquie Gabriela Suvová Eva Hakova Jana Kulháva Jiřína Adamičková |

## Tableau des médailles
| Rang  | Nation          | Or | Argent | Bronze | Total |
| ----- | --------------- | -- | ------ | ------ | ----- |
| 1     | CEI             | 1  | 1      | 0      | 2     |
| 2     | Allemagne       | 1  | 0      | 0      | 1     |
| 3     | Norvège         | 0  | 1      | 0      | 1     |
| 4     | Estonie         | 0  | 0      | 1      | 1     |
| 4     | Tchécoslovaquie | 0  | 0      | 1      | 1     |
| Total | Total           | 2  | 2      | 2      | 6     |